# Spiegelretourschip

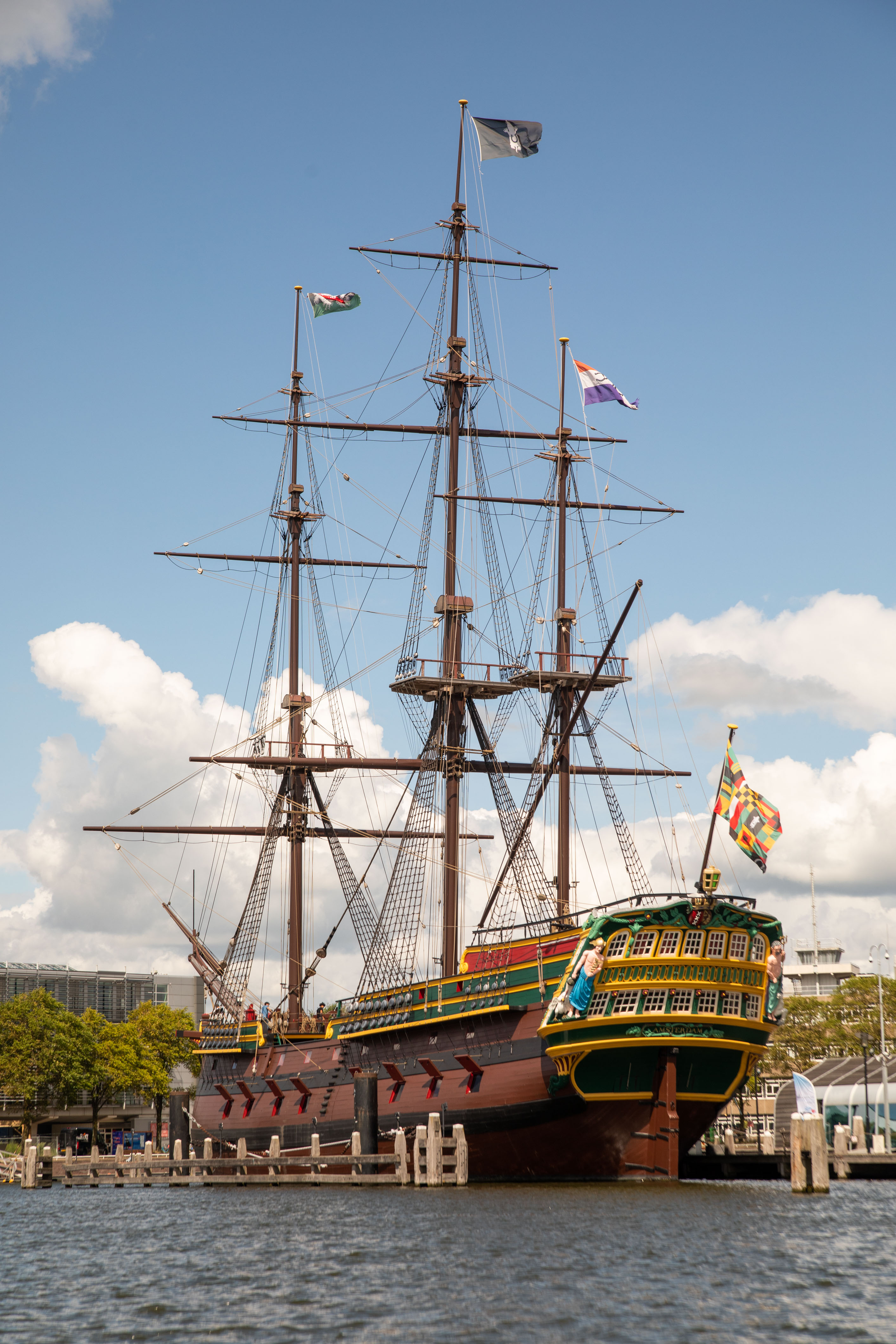
Replica van de Amsterdam. De versierde achterkant boven de achtersteven deed denken aan een handspiegel. Vandaar de naam.

Het spiegelretourschip (ook wel kortweg retourschip genoemd) was het belangrijkste type transportschip van de V.O.C., een zeilschip voor vervoer van goederen en personen van en naar o.a. Batavia. De term spiegel slaat op het vlakke deel boven het roer dat rijkelijk versierd was. Omdat dit het belangrijkste scheepstype was werd dit scheepstype vaak niet eens benoemd in de originele bronnen maar sprak men gewoon van een schip. De andere Europese handelsmaatschappijen, zoals de West-Indische Compagnie en de Britse Oost-Indische Compagnie, hadden vergelijkbare schepen. De schepen voeren met de in Azië gekochte goederen in konvooi terug naar de Republiek: de retourvloot.
De spiegelretourschepen verschilden qua uiterlijk niet veel van de oorlogsschepen van de Republiek en waren bewapend met hetzelfde type kanonnen maar wel met een kleiner aantal. Ten tijde van oorlog werden de spiegelretourschepen ook voor oorlogshandelingen ingezet. Een paar van deze historische schepen zijn nagebouwd op de Bataviawerf.

## Bouw en uiterlijk

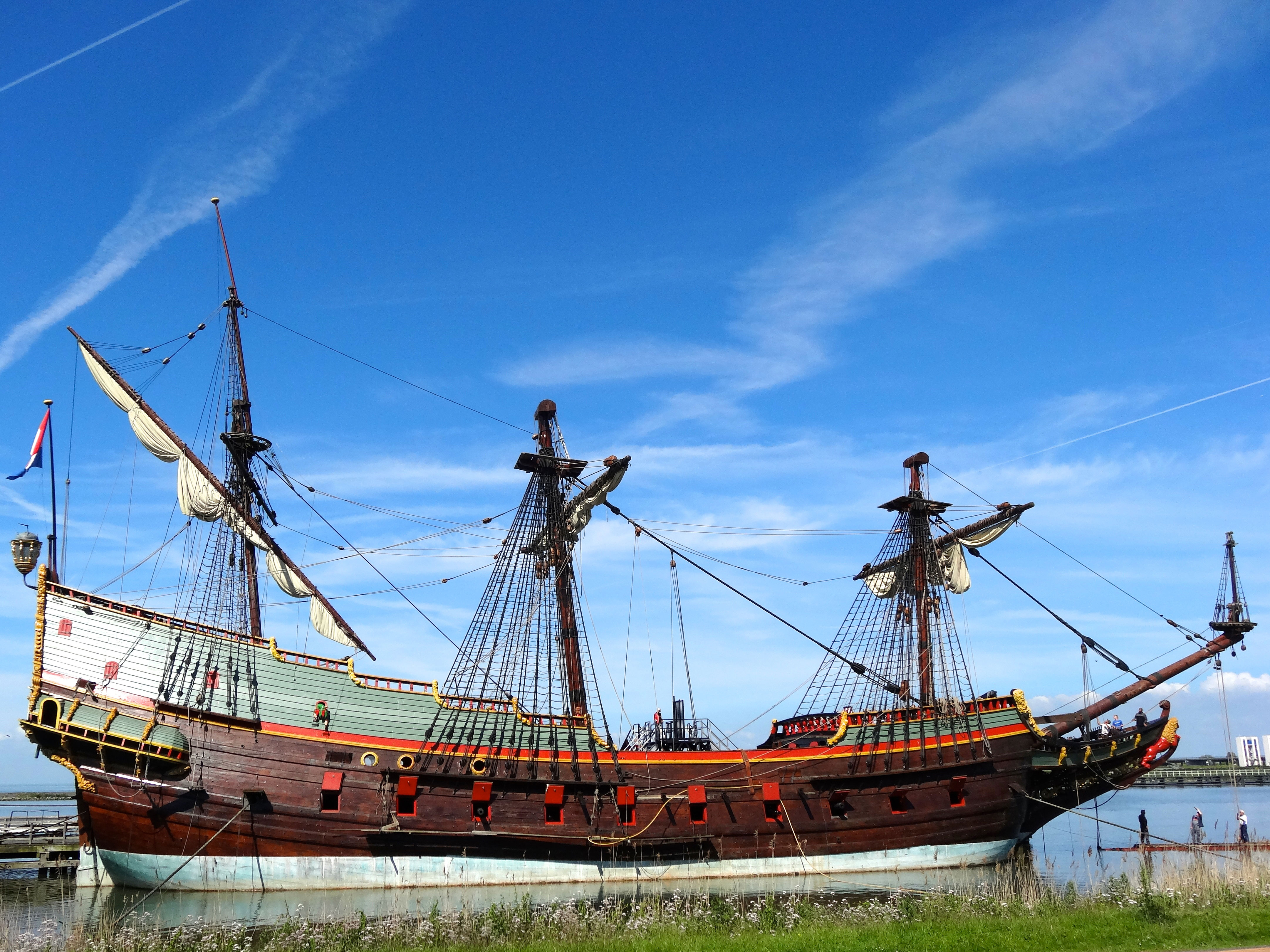
Zijaanzicht van de reconstructie van de Batavia op de Bataviawerf in Lelystad.

De bouw van een spiegelretourschip duurde zo'n vijf tot acht maanden en daarna ging een schip zo'n vijftien jaar mee. Vanaf 1614 kende de V.O.C. drie klassen spiegelretourschepen. De grootste klasse was een schip met een lengte van 42,25 meter (150 Amsterdamse voet), de middelste klasse had een lengte van 39,05 meter (138 voet) en de kleinste klasse 36,8 meter (130 voet). Later, in 1626, kwam daar een klasse voor 45,28 meter (160 voet) bij en alleen voor Zeeland werd een uitzondering voor nog grotere schepen gemaakt, 48,11 meter (170 voet). Een schip had gemiddeld 800 ton aan laadvermogen.
De schepen waren standaard voorzien van drie masten en een boegspriet. De grote mast in het midden van het schip en de fokkemast voor op het bakdek waren vierkant getuigd, de bezaansmast op het bovenkampanjedek was langscheeps getuigd. De boegspriet kon voorzien worden van twee extra zeilen. Schepen voor de handel met Azië waren voorzien van dubbelwandige rompen en de romp was voorzien van meerdere lagen hout. Eikenhout, het meestgebruikte bouwmateriaal, werd geïmporteerd uit de Baltische regio, het achterland van Lübeck en Nedersaksen. Een retourschip had verschillende dekken. Het achterste dek was het hoogste en werd het bovenkampanjedek genoemd. Hieronder bevonden zich de kapiteinshut en de verblijven van de officieren. De versierde ramen aan de achterkant waren voor hen. Daarna kwam het Half- of kampanjedek, dat in de tropen overspannen werd met een zeil. De stuurman stond in de stuurplecht net achter dit dek en keek over het dek naar de horizon. Het roer werd bediend met een kolderstok en later een stuurrad. Hierna volgde het verdek, het laagste dek, dat aan de voorkant begrensd werd door een opbouw met vertrekken voor de bemanning met daarboven het bakdek. Aan de voorkant zat een naar voren uitstekend deel dat het galjoen werd genoemd en waar vanaf de zeilen op de boegspriet werden bediend. Dit werd in de loop van de 17e eeuw steeds korter gemaakt. Voor op het galjoen werd een boegbeeld geplaatst. Vanwege de warmte in de tropen waren er ventilatiegaten in de dekken.

## Leven aan boord

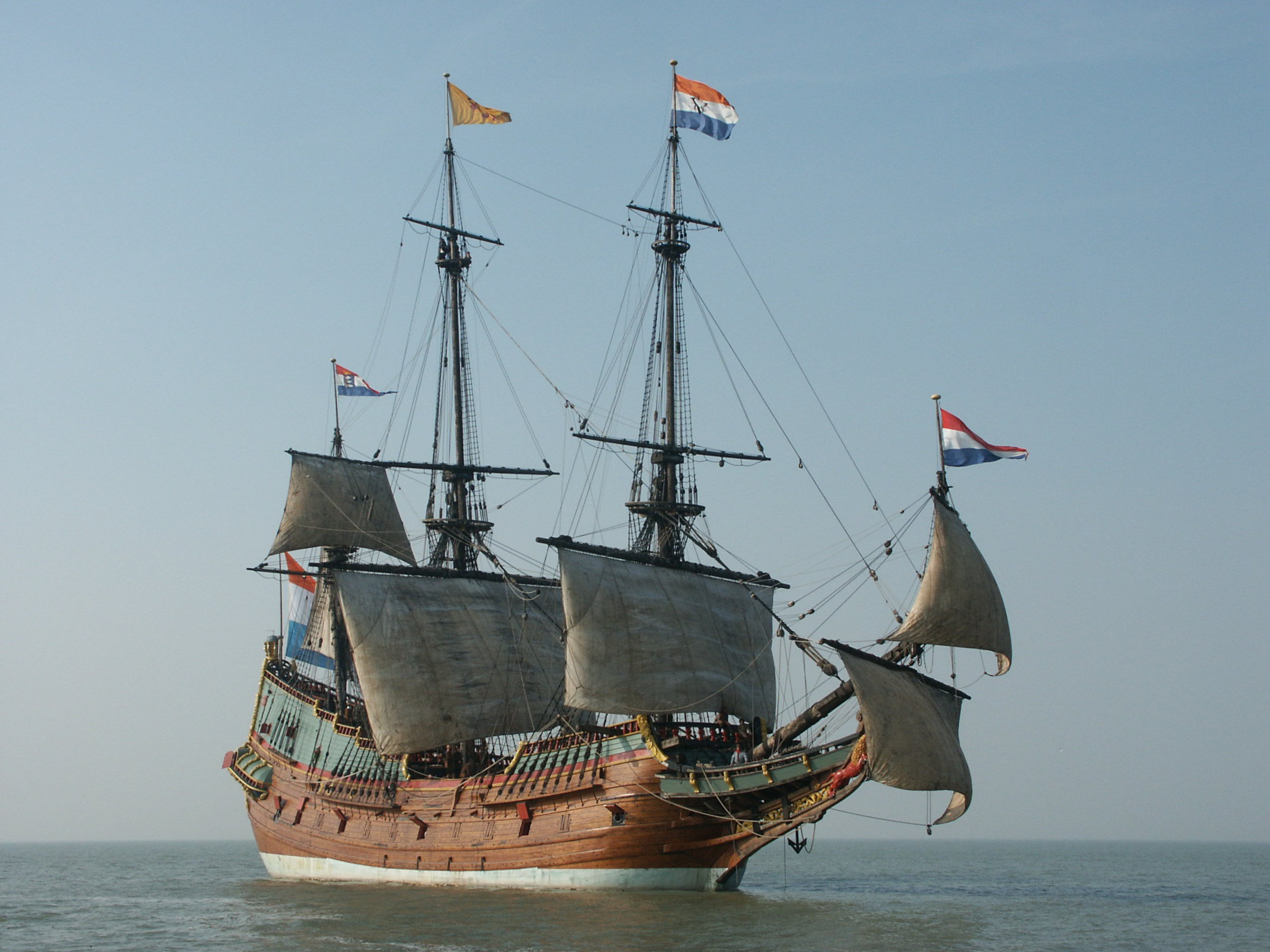
De replica van de Batavia, hier in gebruik voor opnames voor de film De scheepsjongens van Bontekoe.

De bemanning bestond voor 60% uit zeelieden, vaak uit verschillende delen van Europa (en vaak geronseld) en 30% militairen. Verder waren er ambachtslieden, handelaren en passagiers aan boord. Op de heenreis had men gemiddeld 206 mensen aan boord en op de terugreis 109. Dit kwam doordat een groot deel van de bemanning onderweg stierf door ziektes. Het voedsel en drinkwater bedierf vaak en was arm aan vitaminen. Zo ontstond scheurbuik, een groot probleem onder de bemanning. Af en toe stond er vlees op het menu omdat er enkele kippen en varkens werden meegenomen. Vooral voor het lagere deel van de bemanning was het leven aan boord bijzonder zwaar. De hogere rangen hadden nog eigen hutten maar de lagere bemanning sliep in slaapzakken in een slecht geventileerde ruimte voor in het schip.

## Bekende spiegelretourschepen
- Amsterdam
- Batavia
- Geldermalsen
- Nieuw Hoorn
- Prins Willem
- 't Vliegend Hart